# Kauno marios
Kauno marios is het grootste stuwmeer in Litouwen.

## Geschiedenis
Kauno marios ontstond in 1959 toen men een stuwdam aanlegde vlak bij de stad Kaunas. Voor de vorming van het meer moesten 721 boerderijen en het volledige dorp Rumšiškės verplaatst worden. Het stuwmeer wordt gebruikt om een waterkrachtcentrale in Kaunas aan te drijven.